# Battaglia di Aphek
La battaglia di Aphek è un episodio biblico descritto nella Bibbia, al Primo Libro di Samuele (1º Samuele, 4:1-10, HE). In questa battaglia i Filistei sconfissero l'esercito israeliano e catturarono l'Arca dell'alleanza. Tra gli studiosi della Bibbia, la storicità dei primi eventi nei Libri di Samuele è dibattuta, con alcuni studiosi propensi a considerare storici molti eventi narrati in Samuele e altri meno.

## Racconto biblico
Il Libro di Samuele narra che i Filistei erano accampati ad Aphek e gli Israeliti a Eben-Ezer. I Filistei sconfissero gli Israeliti nella prima battaglia, uccidendo 4000 nemici. Gli Israeliti allora innalzarono l'Arca dell'alleanza, portata dalla città di Silo, pensando che grazie a ciò "essi avrebbero avuto la presenza di Dio con loro, e quindi il successo", ma i Filistei sconfissero di nuovo gli Israeliti, questa volta uccidendone 30000 e impadronendosi dell'Arca.
Samuele scrive che i due figli del giudice Eli, Ofni e Fineas, morirono quel giorno, come anche Eli. "Appena ebbe accennato all'Arca di Dio, Eli cadde all'indietro dal sedile sul lato della porta, batté la nuca e morì perché era vecchio e pesante. Egli aveva giudicato Israele per quarant'anni" (1º Samuele, 4:18, HE).

## Luogo
La maggior parte degli studiosi sono d'accordo che vi erano più di un Aphek. C. R. Conder identifica l'Aphek di Eben-Ezer con rovine (Khirbet) a circa 6 chilometri distante da Dayr Aban (ritenuto essere Eben-Ezer), e noto con il nome Marj al-Fikiya; (essendo al-Fikiya una corruzione araba di Aphek.) Eusebio di Cesarea, scrivendo di Eben-ezer nel suo Onomasticon, dice che questo è "il luogo dal quale i Gentili s'impadronirono dell'Arca, tra Gerusalemme e Ascalon, vicino al villaggio di Bethsamys (Beit Shemesh)", un locale che corrisponde all'identificazione di Conder.